# Jean Chamant
Pour les articles homonymes, voir Chamant (homonymie).
Jean Chamant, né le 23 novembre 1913 à Chagny (Saône-et-Loire) et mort le 22 décembre 2010 à Paris, est un homme politique français.

## Biographie

### Jeunesse et formation
Jean Jules Eugène Marie Chamant est né le 23 novembre 1913 à Chagny en Saône-et-Loire, où son père était chef de gare,.
Élève à l'École Saint-Jacques à Joigny et à la Faculté de droit de Paris, il est licencié en droit. Il devient avocat à la cour d'appel de Paris en 1937.

### Carrière politique
En 1946, Jean Chamant est élu député de l'Yonne sous l'étiquette des Républicains indépendants.
En 1955, il devient secrétaire d'État aux Affaires étrangères du gouvernement Edgar Faure II. Il est particulièrement chargé des affaires marocaines et tunisiennes et des États associés.
Lors des élections législatives de février 1956, il est battu par Jean Lamale, candidat poujadiste, dont l'élection est invalidée en mai suivant. Alors que Jean Chamant est proclamé vainqueur à la suite de cette décision, il démissionne et sollicite la confiance des électeurs qui la lui accordent largement lors d'une élection partielle le 15 juillet suivant (56 %). Cet épisode lui confère une réputation d'homme de grande droiture et lui valent l'estime de ses administrés et de ses adversaires politiques.
En 1958, alors figure du Centre national des indépendants et paysans (CNIP), Jean Chamant soutient le retour au pouvoir du général de Gaulle.
Il devient vice-président de l'Assemblée nationale de 1959 à 1967. En 1962, il quitta le CNI avec Valéry Giscard d'Estaing après les élections de 1962 et retrouve les Républicains indépendants.
Plusieurs fois ministre des Transports entre 1967 et 1972 sous Charles de Gaulle  et Georges Pompidou, il est étroitement associé au développement de réalisations comme le Concorde, l’Airbus ou le TGV.
Sénateur RPR de 1977 à 1995, date à laquelle il perd son siège, il fut vice-président de cette Haute Assemblée.
Conseiller général dès 1965, il est président du conseil général de l'Yonne de 1970 à 1992. Il fut conseiller municipal à Sens dès 1947 et maire d'Avallon de 1977 à 1983. Il fut aussi président du Conseil régional de Bourgogne de 1974 à 1978. Personnalité très influente de l'Yonne, on l'appelait le "roi Jean".

### Mort
Il meurt le 22 décembre 2010 à l'âge de 97 ans dans le 7e arrondissement de Paris. Il est inhumé à Semur-en-Auxois, dans la Côte-d'Or.

## Détail des mandats et fonctions
- Secrétaire d'État aux Affaires étrangères du gouvernement Edgar Faure (2) (du 20 octobre 1955 au 1er février 1956)
- Ministre des Transports du gouvernement Georges Pompidou (4) (du 6 avril 1967 au 12 juillet 1968)
- Ministre des Transports du gouvernement Maurice Couve de Murville (du 12 juillet 1968 au 20 juin 1969)
- Ministre des Transports du gouvernement Jacques Chaban-Delmas (du 7 janvier 1971 au 6 juillet 1972)

## Décorations
- Officier (9 décembre 2004) puis commandeur (2 avril 2010) de la Légion d'honneur[9]